# 东杨乡
东阳乡是中国陕西省渭南市蒲城县下辖的一个乡，2011年7月并入城关镇。

## 行政区划
东阳乡下辖以下行政区：
三兴村、祥塬村、黄家村、代家村、滑曲村、双洒村、韩家村、尧村、冯家村、刑家村、堡子村、洞耳村、柳家村